# 詹兆恒
詹兆恆（1613年—1646年），字仲常，號月如，江西廣信府永豐縣卅八都（今江西省廣豐縣排山镇卅八都村）人。明末政治人物。

## 生平
兆恆中式崇祯三年庚午科舉人，四年（1631年）联捷辛未科进士，大理寺观政，授福建甌寧知縣。崇禎十一年（1638年），官至南京广西道御史，有政績，曾先后两次上疏参劾总督高斗光。福王時，擢大理寺丞、少卿。彈劾阮大鋮未果，後请辞还乡。唐王時，拜为兵部左侍郎，协助黄道周防守廣信。顺治三年（1646年），廣信被清軍攻破，道周兵败被俘，兆恆聚兵于懷玉山，強攻衢州常山、開化，在開化灵头山陷入重围，戰敗而死。

## 家族
父詹士龍，官顺天府尹。